# 1082 Pirola
Az 1082 Pirola (ideiglenes jelöléssel 1927 UC) a Naprendszer kisbolygóövében található aszteroida. Karl Wilhelm Reinmuth fedezte fel 1927. október 28-án.